# 川崎市立菅生小学校
川崎市立菅生小学校（かわさきしりつすがおしょうがっこう）は、神奈川県川崎市宮前区菅生1丁目にある公立小学校。

## 沿革
出典は公式サイトより。
- 1947年（昭和22年）度
  - 新学制により、川崎市立向丘小学校菅生分室として設立。
- 1967年（昭和42年）度
  - 川崎市立向丘小学校から分離独立、川崎市立菅生小学校開校。
- 1968年（昭和43年）度
  - 菅生分室跡地に川崎市立菅生小学校付属幼稚園開園。
- 1971年（昭和46年）度
  - 体育館落成、プール落成。
- 1977年（昭和52年）度
  - 犬蔵小学校への分離式。
- 1986年（昭和61年）度
  - 稗原小学校への分離式。
- 1995年（平成7年）度
  - 川崎市教育委員会委嘱研究。
- 1997年（平成9年）度
  - 川崎市教育委員会研究発表会「環境教育」中間報告会。
- 1999年（平成11年）度
  - コンピューター室開設。
- 2000年（平成12年）度
  - 「宮前区まちかど功労賞」受賞。
  - 川崎市長より通学路環境整備表彰。
- 2001年（平成13年度）度
  - 「コカコーラ環境教育賞」受賞。
  - 「宮前区まちかど功労賞」受賞。
  - 川崎市立小中学校合唱コンクール「優良賞」受賞。
- 2002年（平成14年）度
  - 校内インターホンを設置。
  - 川崎市立小中学校合唱コンクール「優良賞」受賞。
  - リラックスルーム・図工室開設。
  - 菅生小学校付属幼稚園終園式。
- 2003年（平成15年）度
  - 『わくわくプラザ』運営開始。
  - 西棟耐震工事完了。
- 2004年（平成16年）度
  - 体育館倉庫増築。
  - みどりの小道完成。
- 2005年（平成17年）度
  - 体育館トイレ完成。
- 2009年（平成21年）度
  - 教室冷房化工事完了。
- 2010年（平成22年）度
  - 屋上太陽光パネル設置。
  - 「健康教育」川崎市教育委員会研究推進校。
- 2011年（平成23年）度
  - 「神奈川県学校体育優良校」表彰。
  - 「健康教育」研究推進報告会。
- 2012年（平成24年）度
  - 「全国学校体育優良校」表彰。
  - 川崎市教育委員会研究推進校「体育科」中間報告会。
- 2013年（平成25年）度
  - 川崎市教育委員会研究推進校「体育科」研究報告会。
  - 東校舎にエレベーター設置。
  - 体育館の窓・扉のアルミサッシ化。
- 2016年（平成28年）度
  - 体育館改修及び会議室・わくわくプラザ新築その他工事開始。
  - 体育館・増築棟（わくわくプラザ等）落成。
- 2017年（平成29年）度
  - 創立50周年記念式典挙行。
- 2021年（令和3年）度	
  - 校庭整地終了。
  - 砂場完成。
  - 防球ネット設置。
  - 校舎落成記念式典。
- 2022年（令和4年）度
  - コミュニティースクール。
  - 川崎市教育委員会研究推進校「社会科」。

## 教育目標
- 明るく元気で、たくましい子[2]
- よく考え、進んで創造する子
- 豊かな心で力を合わせる子

## 通学区域
出典
- 犬蔵3丁目（8番1号～8番26号、8番28号～8番終り、9番1号～9番17号、9番21号～9番終り）
- 菅生1丁目（全域）
- 菅生2丁目（1番～32番(16番を除く)）
- 菅生3丁目（1番1号～1番18号、3番1号～3番21号、4番1号～4番19号）
- 菅生4丁目（1番～12番(6番を除く)）
- 菅生5丁目（1番～22番、23番30号以降）
- 菅生6丁目（33番、34番、35番11号～35番18号、36番39号～39番43号）
- 初山1丁目（全域）
- 初山2丁目（1番～9番9号、9番23号～10番20号、10番50号、23番1号～23番44号、24番～26番、28番）

## 進学先中学校
- 川崎市立菅生中学校[4]

## アクセス
- 川崎市営バス「菅生小学校入口」バス停下車後、徒歩約250m・約4分。
  - 停車系統は、「溝11」・「溝17」・「溝18」・「登05」・「登06」の各系統。